# Lennie Tristano
Leonard Joseph Tristano (19. března 1919, Chicago, Illinois, USA – 18. listopadu 1978)
byl americký jazzový pianista, hudební skladatel a učitel jazzové improvizace. Spolupracoval s mnoha hudebníky, mezi které například patří Lee Konitz a Warne Marsh.

## Diskografie
- Intuition  –  (1946–52; box 4 CD + Booklet 40 S. (en), kompil. 2003 Proper/mcps)
- Live in New York  –  (1949; společně s: Lee Konitz, Warne Marsh, Billy Bauer a dalšími, kompil. 2004 Jazz Door)
- Crosscurrents, Capitol 1949 (jako album až 1972)
- Descent into the Maelstrom, Inner City 1952
- Lennie Tristano (Atlantic, 1956)